# Ledger (EP)
Ledger è il primo EP della batterista e cantante inglese Jen Ledger, pubblicato il 13 aprile 2018.

## Il disco
L'EP è stato annunciato nel marzo 2018 da Billboard, insieme alla sua data di uscita.
Il disco è stato prodotto da Korey Cooper e Seth Moseley e la seconda traccia vede la partecipazione di John Cooper.

## Singoli
Il 6 aprile 2018 è stato pubblicato il primo singolo Not Dead Yet.

## Tracce
1. Not Dead Yet – 3:36
2. Warrior (feat. John Cooper) – 3:29
3. Bold – 3:30
4. Foreigner – 3:57
5. Ruins – 3:57
6. Iconic – 3:55